# Qamishli (okrug)
Okrug Qamishli je okrug u sirijskoj pokrajini Al-Hasakah. Po popisu iz 2004. (prije rata), okrug je imao 425.580 stanovnika. Administrativno sjedište je u naselju Qamishli.

## Nahije
Okrug je podijeljen u nahije (broj stanovnika se odnosi na popis iz 2004.):
- Al-Qahtaniyah (65.685)
- Tell Hamis (71.699)
- Qamishli (232.095)
- Amuda (56.101)